# 圣马塞尔 (上索恩省)
圣马塞尔（法語：Saint-Marcel，法語發音：[sɛ̃ maʁsɛl] ⓘ）是法国上索恩省的一个市镇，属于沃苏勒区。

## 地理
圣马塞尔（47°49'33"N, 5°49'28"E）面积7.1 平方千米，位于法国勃艮第-弗朗什-孔泰大區上索恩省，该省份为法国东部内陆省份，北起顺时针与孚日省、贝尔福地区省、杜省、汝拉省、科多尔省和上马恩省接壤。
与圣马塞尔接壤的市镇（或旧市镇、城区）包括：芒斯河畔罗西耶尔、桑班、瑞塞、蒙蒂尼莱谢尔略、芒斯河畔维特雷。

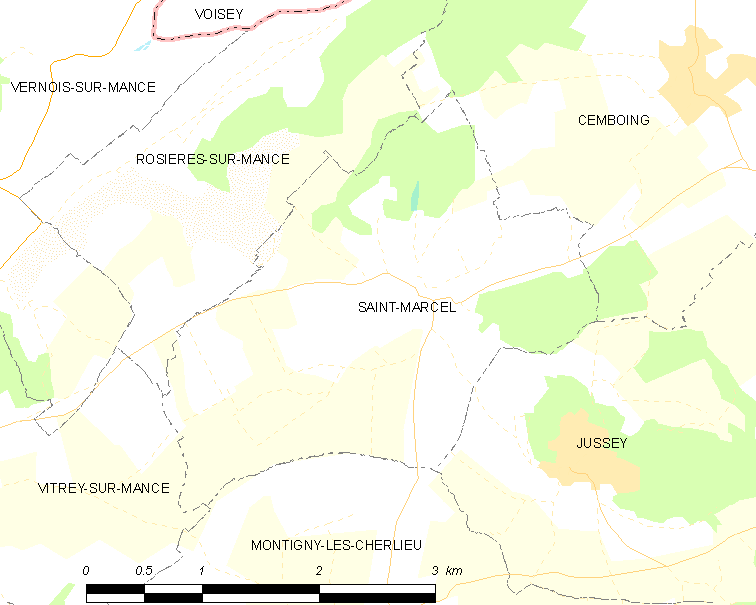
的OSM定位图

圣马塞尔的时区为UTC+01:00、UTC+02:00（夏令时）。

## 行政
圣马塞尔的邮政编码为70500，INSEE市镇编码为70468。

## 政治
圣马塞尔所属的省级选区为瑞塞县。

## 人口

1962-2008年间人口变化图示

圣马塞尔于2022年1月1日时的人口数量为90人。